# Liste der Biografien/Tau
Liste der Biografien |
Portal Biografien |
Personensuche
# |
A |
B |
C |
D |
E |
F |
G |
H |
I |
J |
K |
L |
M |
N |
O |
P |
Q |
R |
S |
T |
U |
V |
W |
X |
Y |
Z |
?
 
Ta |
Tc |
Te |
Tf |
Tg |
Th |
Ti |
Tj |
Tk |
Tl |
Tm |
To |
Tq |
Tr |
Ts |
Tu |
Tv |
Tw |
Tx |
Ty |
Tz
 
Taa |
Tab |
Tac |
Tad |
Tae |
Taf |
Tag |
Tah |
Tai |
Taj |
Tak |
Tal |
Tam |
Tan |
Tao |
Tap |
Taq |
Tar |
Tas |
Tat |
Tau |
Tav |
Taw |
Tax |
Tay |
Taz
Die Liste der Biografien führt alle Personen auf, die in der deutschsprachigen Wikipedia einen Artikel haben. Dieses ist eine Teilliste mit 431 Einträgen von Personen, deren Namen mit den Buchstaben „Tau“ beginnt.

## Tau
- Tau, Max (1897–1976), deutsch-jüdischer Schriftsteller, Lektor und VerlegerMax Tau (1897–1976)

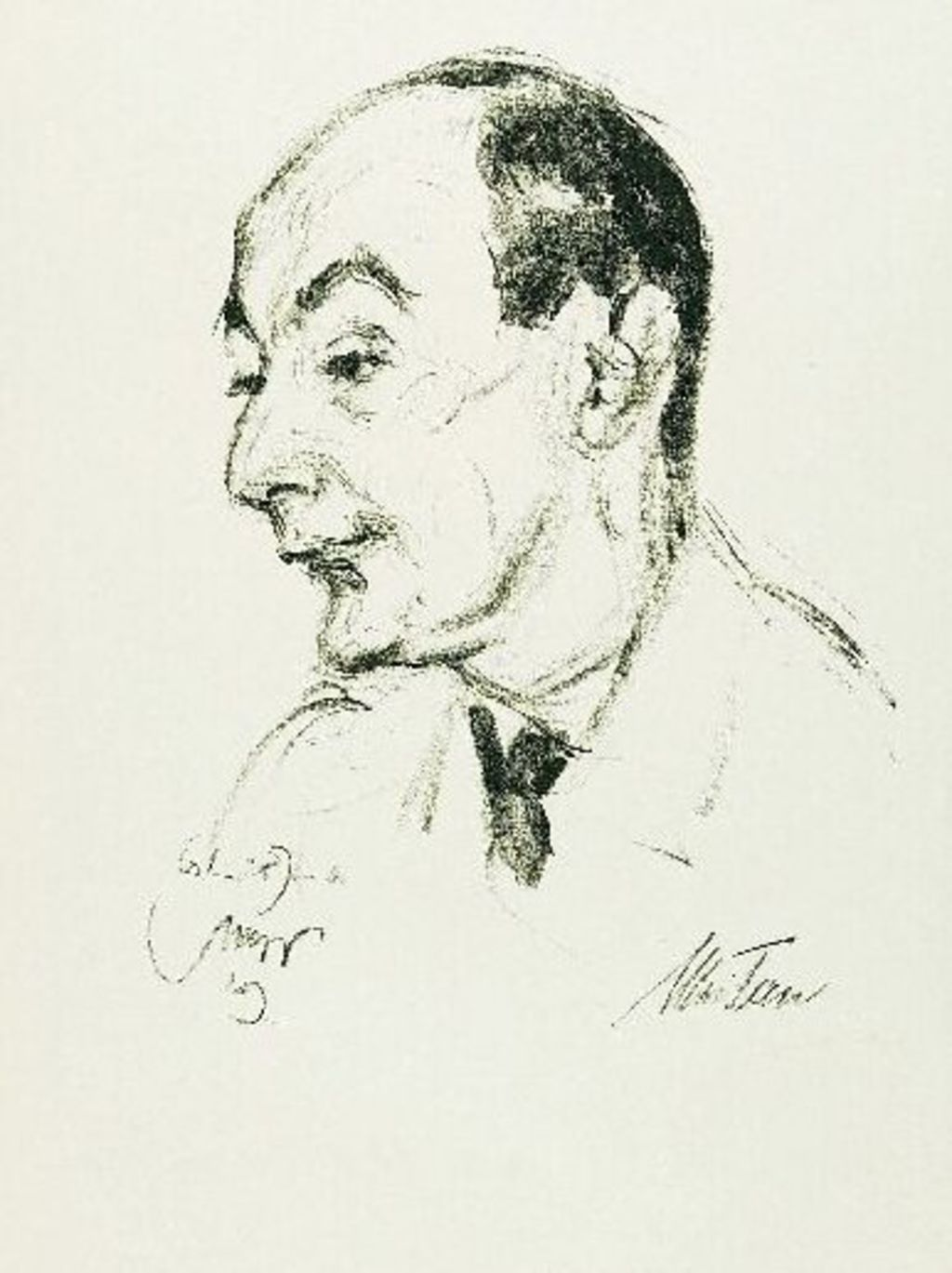
Max Tau (1897–1976)

- Tau, Michelle (* 1997), lesothische Taekwondoin

### Taua
- Tauabo, Ramon (* 1992), deutscher Handballspieler

### Taub
- Taub, Abraham H. (1911–1999), US-amerikanischer Physiker
- Taub, Chaim (1925–2024), israelischer Geiger und Musikpädagoge
- Taub, Gadi (* 1965), israelischer Historiker, Schriftsteller und Kolumnist
- Taub, Siegfried (1876–1946), tschechoslowakischer Politiker
- Taub, Valter (1907–1982), tschechischer Schauspieler und Theaterregisseur
- Taubadel, Ernst Balthasar Siegmund von (1724–1802), preußischer Generalmajor; Kommandant von Danzig
- Taubadel, Ernst Gottlieb von (1753–1821), preußischer Leutnant und Landrat
- Taubadel, Ludwig von (1786–1826), preußischer Landrat
- Taubadel, Paul (1875–1937), deutscher Politiker (SPD), MdR
- Taubadel, Wilhelm von (1796–1851), preußischer Leutnant und Landrat
- Taube von der Issen, Friedrich Wilhelm (1744–1807), livländischer Landespolitiker
- Taube von der Issen, Gustav Wilhelm (1715–1775), livländischer Landespolitiker
- Taube von Kudding, Hans Heinrich (1698–1766), schwedischer Hofmarschall
- Taube von Kudding, Jakob Johann (1727–1799), schwedischer Graf und Generalleutnant
- Taube von Odenkat, Arvid (1821–1887), schwedischer Graf und Eisenbahndirektor
- Taube von Odenkat, Arvid Friedrich (1853–1916), schwedischer Graf, Diplomat und Politiker
- Taube von Odenkat, Arvid Gustaf (1729–1785), schwedischer Hofmarschall
- Taube von Odenkat, Carl Eberhard (1854–1934), schwedischer Graf und Schossvogt
- Taube von Odenkat, Carl Eduard (1746–1785), schwedischer Ordensbischof
- Taube von Odenkat, Carl Friedrich Berent (1909–1993), schwedischer Graf und Marineoffizier
- Taube von Odenkat, Carl Gustaf (1867–1941), schwedischer Graf und Ingenieur
- Taube von Odenkat, Diedrich Heinrich (1711–1781), schwedischer Graf, Admiral
- Taube von Odenkat, Eberhard († 1692), schwedischer Adelsmann, Oberst und Landrat in Estland
- Taube von Odenkat, Eberhard Diedrich (1681–1751), schwedischer Graf, Mitglied im schwedischen Reichsrat und Reichsadmiral
- Taube von Odenkat, Eberhard Friedrich (1648–1703), schwedischer Adliger und Admiral
- Taube von Odenkat, Friedrich Wilhelm (1813–1888), schwedischer Graf und Generalmajor
- Taube von Odenkat, Gustaf Diedrich (1761–1822), schwedischer Graf, Rittmeister
- Taube von Odenkat, Gustaf Eduard (1818–1899), schwedischer Graf und Stadtkommandant
- Taube von Odenkat, Gustaf Johann (1796–1872), schwedischer Hofmarschall und Statthalter
- Taube von Odenkat, Hedwig Ulrike (1714–1744), schwedische Gräfin, Mätresse
- Taube, Adolf von (1810–1889), württembergischer Politiker
- Taube, Aino (1912–1990), schwedische Film- und Theaterschauspielerin
- Taube, Arved von (1905–1978), deutscher Historiker
- Taube, Axel von (1851–1870), Sohn Adolf von Taubes, Gefallener im Deutsch-Französischen Krieg
- Taube, Betty (* 1994), deutsches ModelBetty Taube (* 1994)

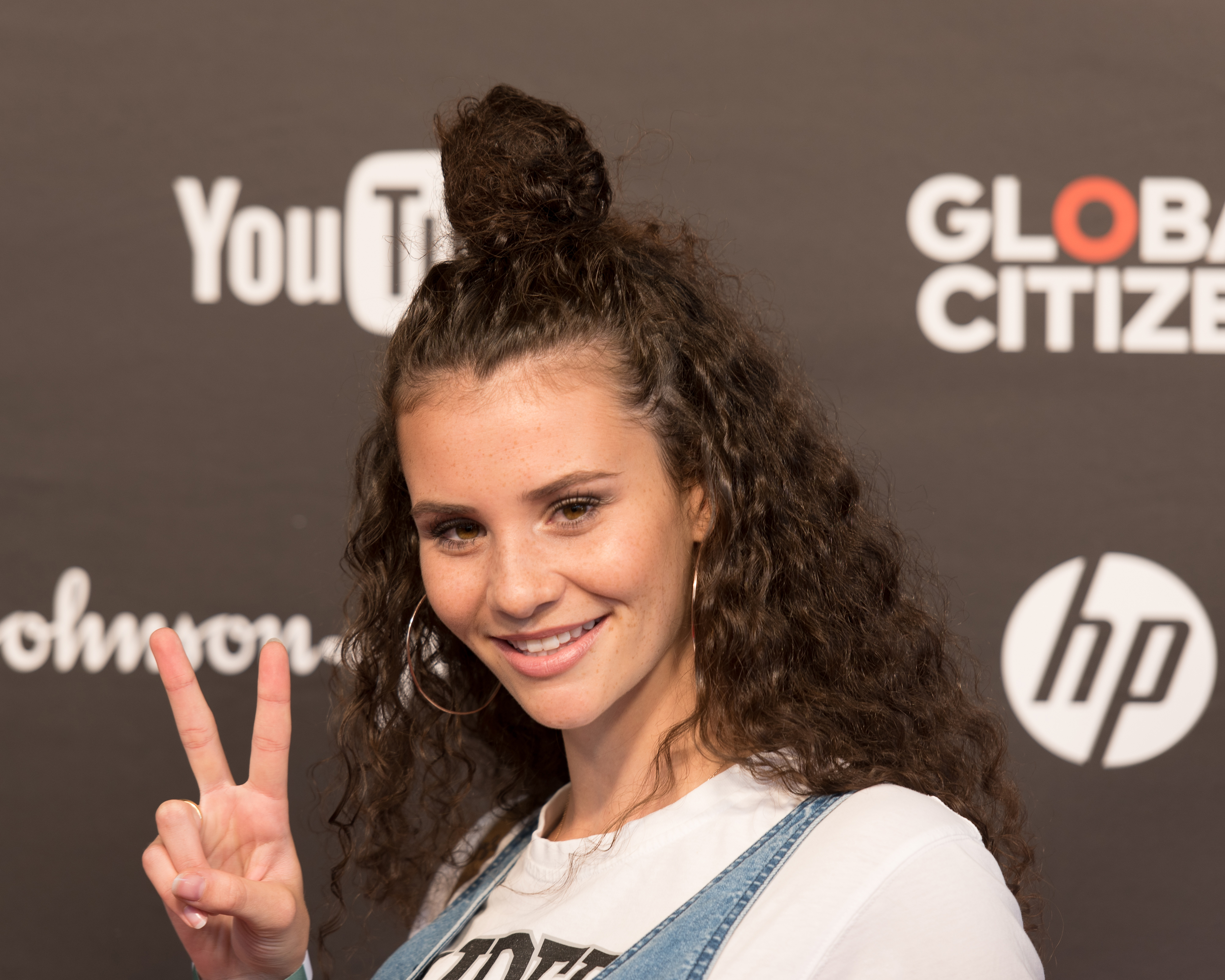
Betty Taube (* 1994)

- Taube, Carlo Sigmund (* 1897), österreichischer Pianist und Komponist
- Taube, Christel (* 1936), deutsche Ärztin und Hochschullehrerin
- Täube, Dagmar (* 1961), deutsche Kunsthistorikerin
- Taube, Dietrich (1932–2021), deutscher Schauspieler, Theaterregisseur und -intendant
- Taube, Dietrich von (1594–1639), Landvogt der Oberlausitz und Oberhofmarschall
- Taube, Elise (* 1861), deutsche Ärztin
- Taube, Emil Heinrich (1819–1892), deutscher Theologe
- Taube, Ephraim Oskar (1829–1888), deutscher Reichsgerichtsrat
- Taube, Erich von (1849–1870), Sohn Adolf von Taubes, Gefallener im Deutsch-Französischen Krieg
- Taube, Erika (1933–2020), deutsche Ethnologin, Turkologin und Folkloristin
- Taube, Ernst Johann von (1740–1794), kurländischer Kanzler und Oberrat
- Taube, Evert (1890–1976), schwedischer DichterEvert Taube (1890–1976)

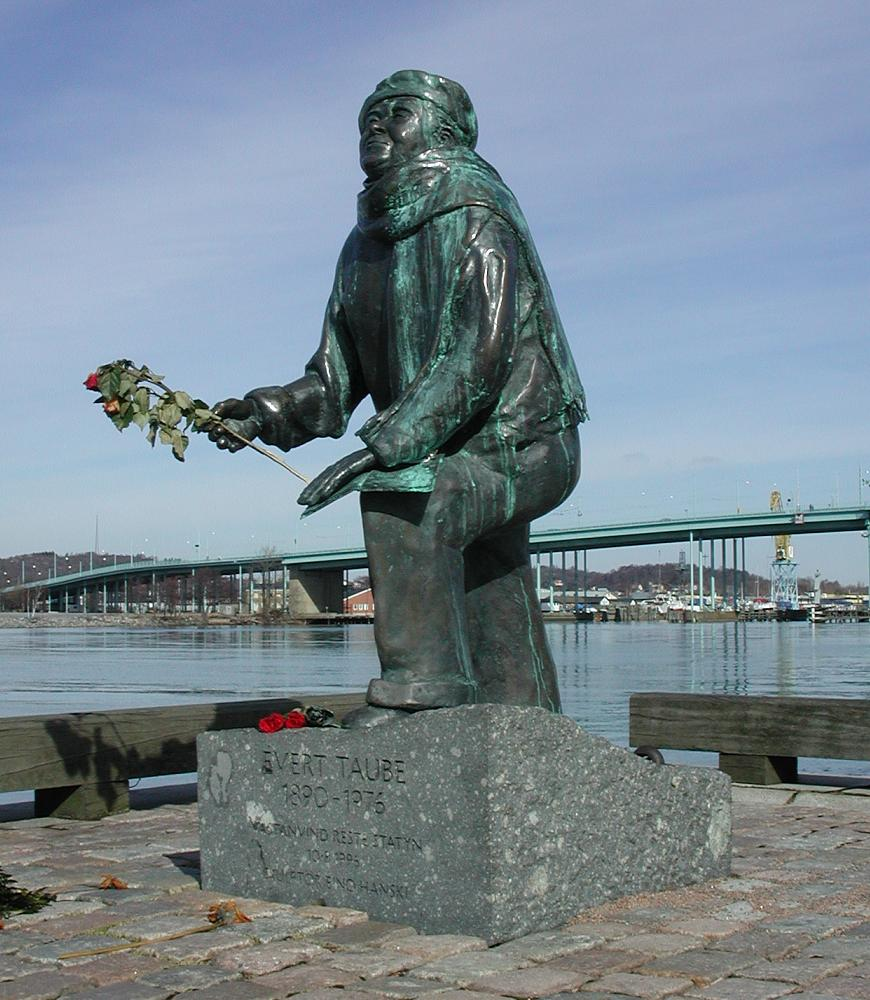
Evert Taube (1890–1976)

- Taube, Friedhelm (* 1955), deutscher Agrarwissenschaftler und Hochschullehrer
- Taube, Friedrich Wilhelm von (1728–1778), deutscher Verwaltungsbeamter in österreichischen Diensten
- Taube, Gerd (* 1962), deutscher Theaterwissenschaftler und Hochschullehrer
- Taube, Gustaf Adam (1673–1732), schwedischer Reichsrat und Feldmarschall
- Taube, Heinrich von (1592–1666), Oberhofmarschall und Amtshauptmann
- Taube, Henry (1915–2005), US-amerikanischer Chemiker und Nobelpreisträger
- Taube, Jakob (* 1961), deutscher Orientalist
- Taube, Jakob Johann von (1624–1695), schwedischer Generalmajor und Generalgouverneur
- Taube, Jan (* 1984), deutscher Eishockeyspieler
- Taube, Johann Daniel (1725–1799), deutscher Arzt
- Taube, Johannes Ambrosius (1778–1823), Zisterzienser, römisch-katholischer Theologe, Fürstbischöflicher Delegat für Brandenburg und Pommern, Propst von St. Hedwig in Berlin
- Taube, Karl Andreas (* 1957), US-amerikanischer Anthropologe, Volkskundler, Archäologe und Historiker
- Taube, Klaus (* 1935), deutscher Fußballspieler
- Taube, Ludwig von (1771–1816), württembergischer Ministerialbeamter und Politiker
- Taube, Manfred (1928–2021), deutscher Tibetologe
- Taube, Max (1851–1915), deutscher Arzt
- Taube, Michael (1880–1972), israelischer Pianist, Dirigent und Komponist polnischer Herkunft
- Taube, Michael von (1869–1961), russischer Jurist, Völkerrechtler
- Taube, Mortimer (1910–1965), US-amerikanischer Bibliothekar, Dokumentar und Pionier des Information Retrieval
- Taube, Otto von (1879–1973), deutscher Schriftsteller, Jurist, Kunsthistoriker und Übersetzer
- Taube, René (1919–2013), amerikanischer Literaturwissenschaftler österreichischer Abstammung, Emigrant
- Taube, Robert (1880–1964), deutscher Theater- und Filmschauspieler
- Taube, Rosemarie (1923–2022), deutsche Juristin, Richterin
- Taube, Rudolf (* 1931), deutscher Chemiker und Professor für Anorganische Chemie
- Taube, Shmuel Baruch (1914–2008), polnisch-israelischer Kantor
- Taube, Sven-Bertil (1934–2022), schwedischer Sänger und SchauspielerSven-Bertil Taube (1934–2022)

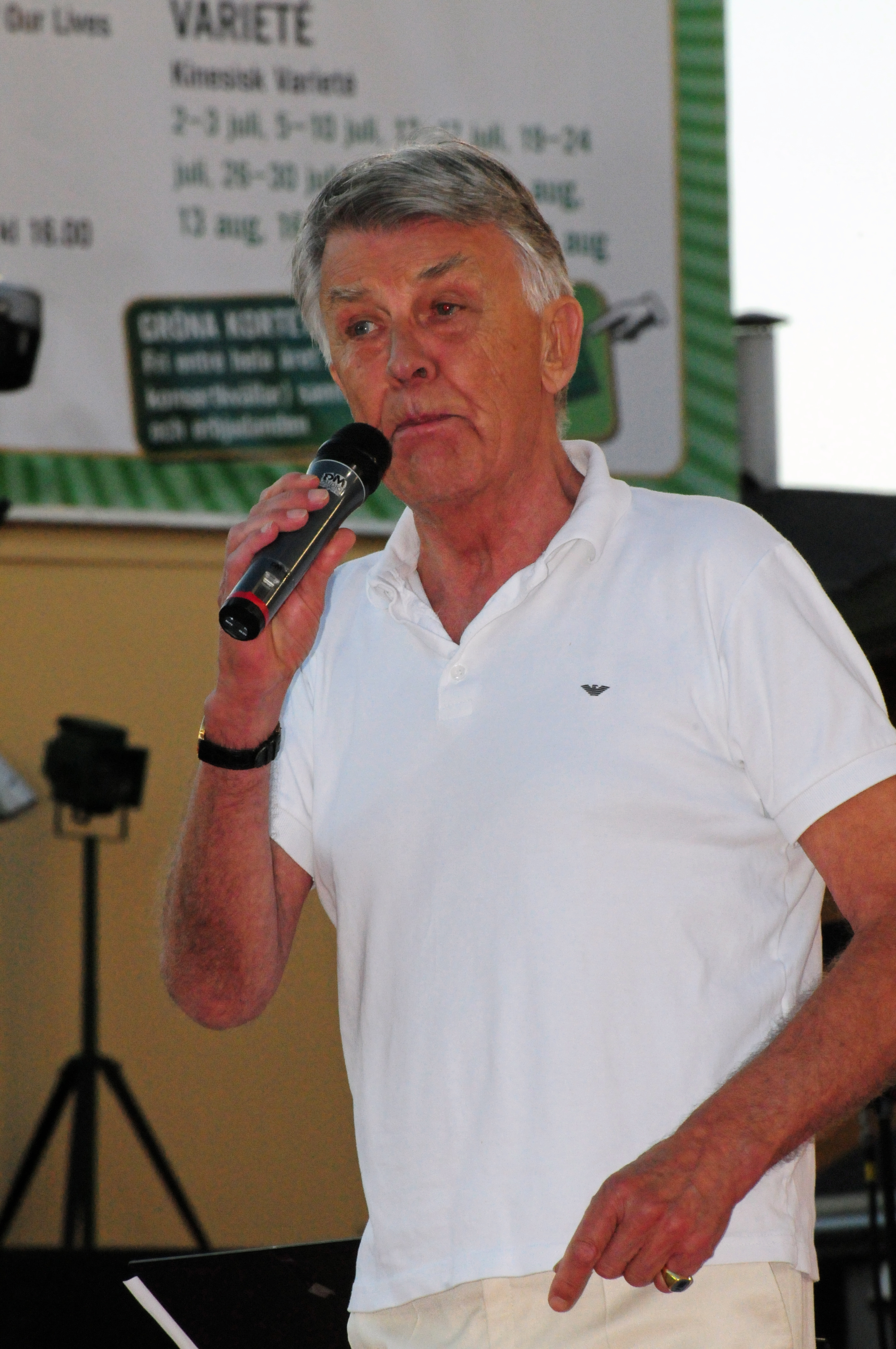
Sven-Bertil Taube (1934–2022)

- Taube, Tad (* 1931), polnisch-amerikanischer Unternehmer, Manager und Philanthrop
- Taube, Theodor (1864–1919), evangelisch-lutherischer Geistlicher, deutsch-baltischer Märtyrer
- Taube, Victor von (1854–1914), estländischer Gutsbesitzer, Unternehmer sowie Friedensrichter
- Taube, Wolfgang (* 1975), deutscher Sportwissenschaftler und Hochschullehrer
- Taubenberger, Hermann (1892–1937), deutscher Kommunist, Opfer des Stalinismus
- Taubenberger, Jeffery (* 1961), US-amerikanischer Virologe
- Taubeneck, Udo (1928–2015), deutscher Mikrobiologe
- Taubeneder, Walter (* 1953), deutscher Politiker (CSU), MdL
- Taubenfeld, Evan (* 1983), US-amerikanischer MusikerEvan Taubenfeld (* 1983)

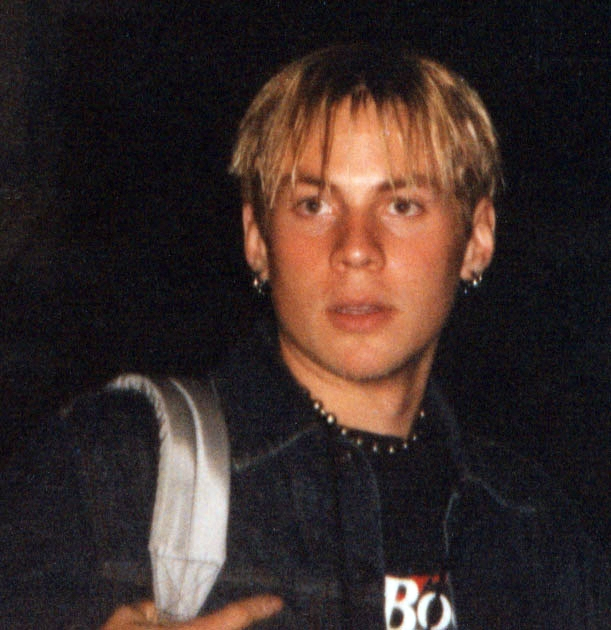
Evan Taubenfeld (* 1983)

- Taubenfeld, Ziv (* 1986), israelischer Jazz- und Improvisationsmusiker (Bassklarinette, Komposition)
- Taubenhaus, Jean (1849–1919), französischer Schachmeister
- Taubenheim, Christian August von (1741–1820), königlich-sächsischer Hofbeamter, Oberaufseher der Grafschaft Henneberg
- Taubenheim, Gustav Reinhold (1795–1865), deutsch-baltischer lutherischer Geistlicher
- Taubenheim, Jakob von, Ritter, landgräflich-hessischer Ministerialer
- Taubenheim, Johann Adolph von, deutscher Domherr und Dompropst in Naumburg sowie Rittergutsbesitzer
- Taubenheim, Scipio Ludwig Karl von (1787–1844), preußischer Offizier, zuletzt Generalmajor
- Taubenheim, Sophia von († 1585), Opfer der Hexenverfolgung
- Taubenheim, Wilhelm Christoph Vollrath von († 1721), sachsen-weißenfelsischer Geheimer Rat und Hofmarschall sowie Rittergutsbesitzer
- Taubenheim, Wilhelm von (1805–1894), Stallmeister und Kammerherr der Könige Wilhelm I. und Karl von Württemberg
- Taubenrauch, René (* 1974), deutscher Eisschnellläufer
- Taubenschlag, Rafał (1881–1958), polnischer Rechtshistoriker
- Taubensee, Klaus (* 1936), deutscher Bundesgrenzschutzbeamter, Verwaltungsbeamter und ehrenamtlicher Mitarbeiter in der freien Bonner Kinder- und Jugendhilfe
- Tauber, Alfred (1866–1942), österreichischer Mathematiker
- Tauber, Anne (* 1995), niederländische Mountainbikerin und Eisschnellläuferin
- Tauber, Bernd (* 1950), deutscher Fernseh- und Theaterschauspieler
- Tauber, Caspar († 1524), evangelischer Märtyrer
- Tauber, Christine (* 1967), deutsche Kunsthistorikerin
- Tauber, Christopher (* 1979), deutscher ComiczeichnerChristopher Tauber (* 1979)

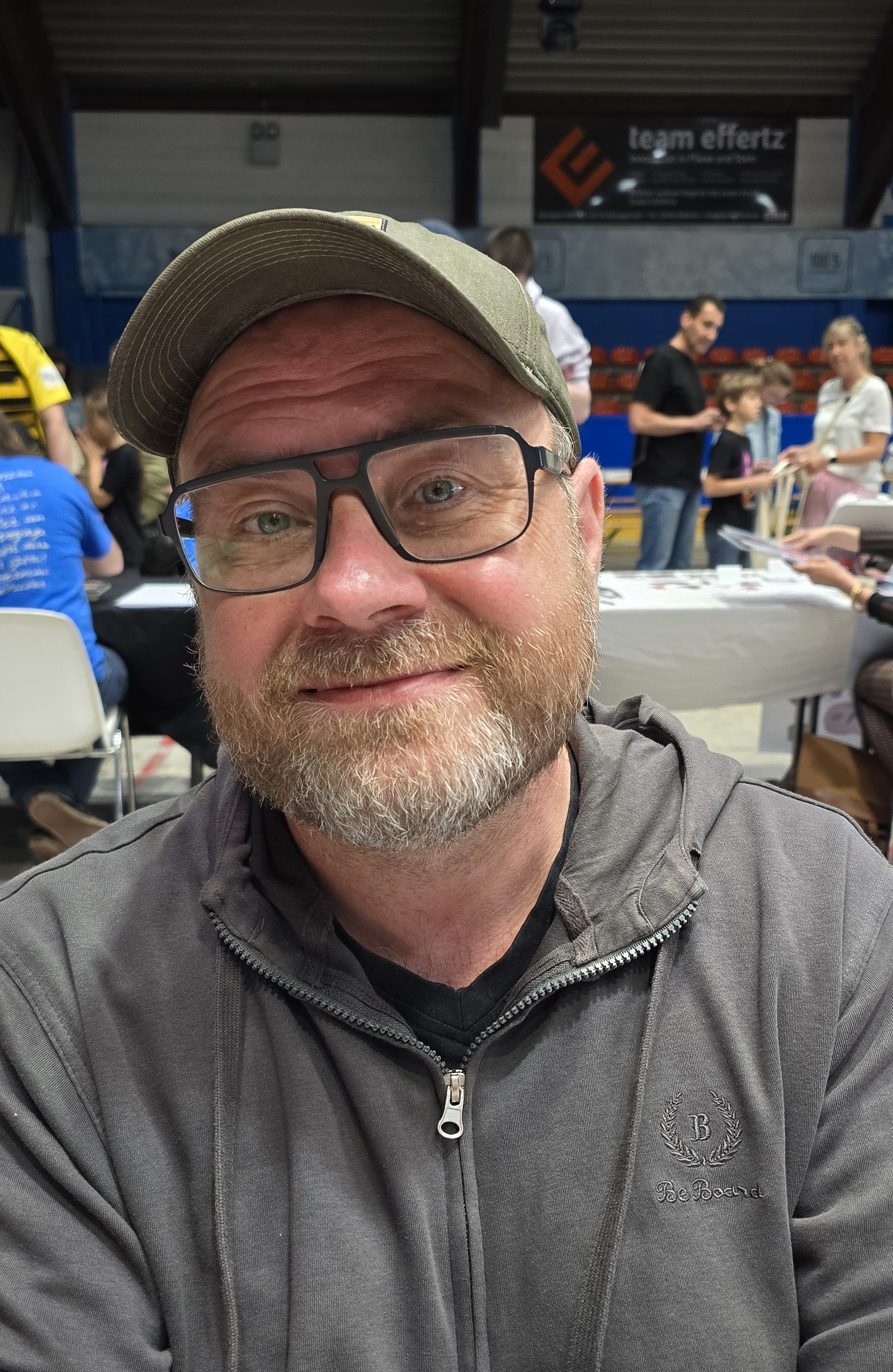
Christopher Tauber (* 1979)

- Tauber, Franz (1801–1873), deutscher Schriftsteller und Dichter
- Tauber, Georg (1901–1950), deutscher Werbezeichner
- Tauber, Gerald Erich (1922–1989), israelischer Astrophysiker
- Tauber, German (* 1967), deutscher Automobilrennfahrer
- Tauber, Gottfried (1766–1825), deutscher Instrumentenhändler und Optiker
- Tauber, Gustav (1902–1978), deutscher Apotheker
- Tauber, Hans (1848–1913), Heimatforscher der Weststeiermark
- Tauber, Hans (1921–2007), deutscher Politiker (CSU), MdL
- Tauber, Harald (* 1971), österreichischer Sänger (Tenor), Schauspieler und Musicaldarsteller
- Tauber, Helmut (* 1969), italienischer Hotelier und Politiker (Südtirol)
- Tauber, Joachim (* 1958), deutscher Historiker
- Tauber, Josef (* 1940), österreichischer Politiker (SPÖ), Landesrat im Burgenland
- Tauber, Joseph Samuel (1822–1879), österreichischer Schriftsteller und Journalist
- Täuber, Jürgen (* 1955), deutscher Fußballspieler
- Täuber, Karl Paul (1867–1948), Schweizer Feinmechaniker und Elektrotechniker
- Täuber, Klaus (1958–2023), deutscher FußballspielerKlaus Täuber (1958–2023)

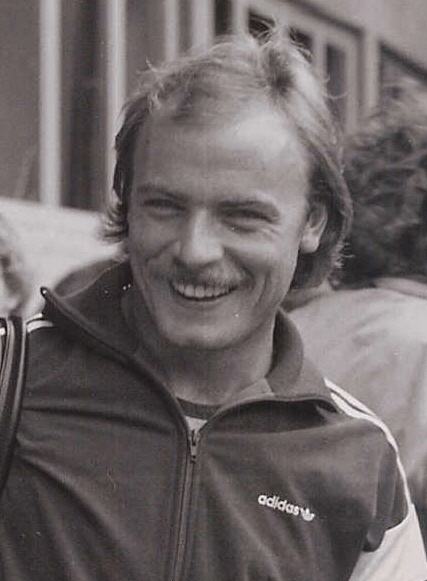
Klaus Täuber (1958–2023)

- Tauber, Kurt (* 1951), deutscher Journalist, Fotograf, Autor, Galerist und Museumsleiter
- Tauber, Kurt P. (1922–2024), US-amerikanischer Politikwissenschaftler und Zeithistoriker
- Tauber, Lotti (1944–1988), Schweizer Pianistin und Komponistin
- Tauber, Lukas (* 1990), italienischer Eishockeyspieler
- Täuber, Marcus (* 1972), österreichischer Autor, Trainer und Redner zu Themen der angewandten Hirnforschung
- Tauber, Martin (* 1976), österreichischer Skilangläufer und Olympiateilnehmer
- Tauber, Paul (1892–1943), deutscher Politiker (KPD), MdL Bayern
- Tauber, Peter (* 1974), deutscher Politiker (CDU), MdBPeter Tauber (* 1974)

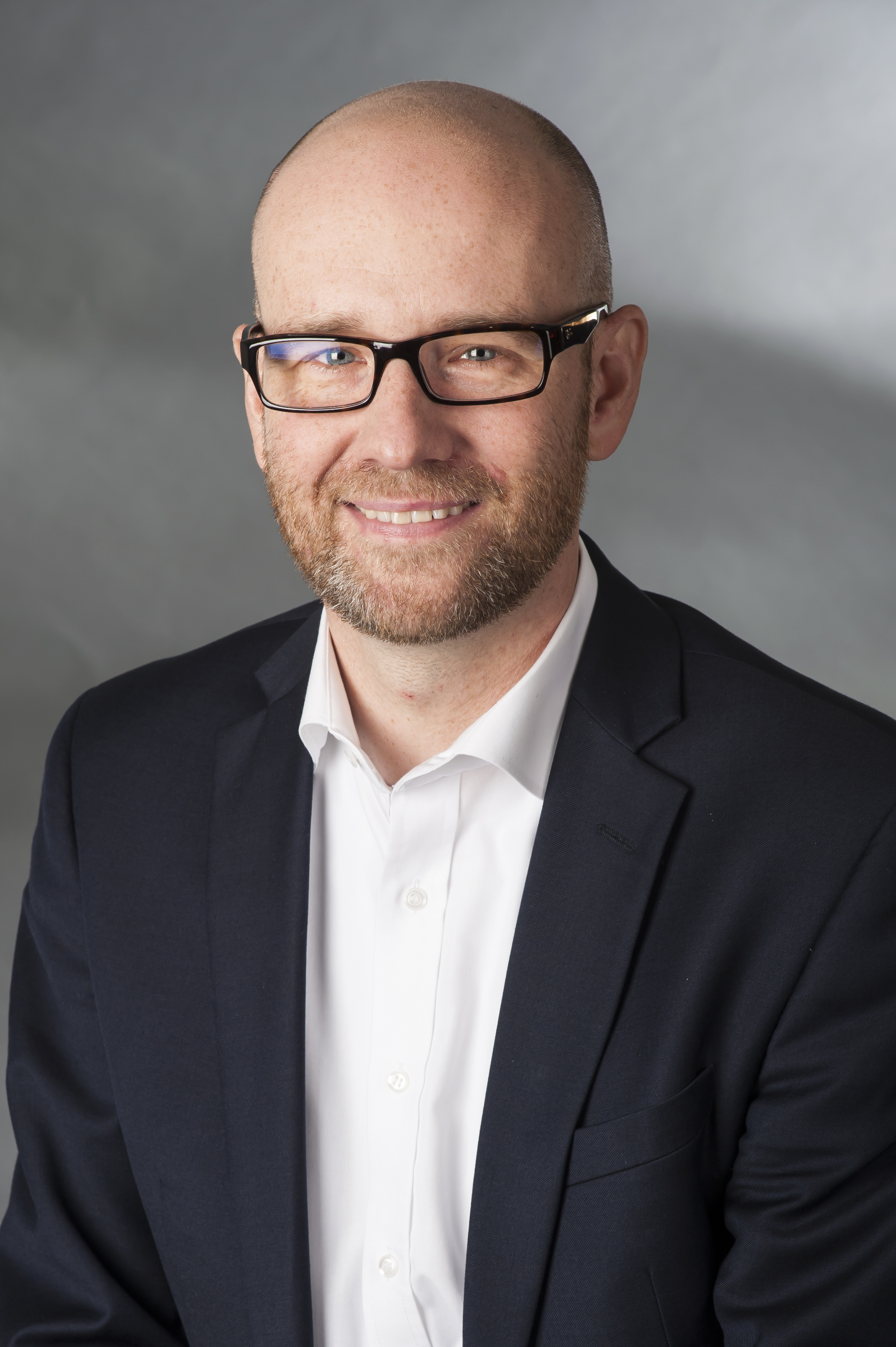
Peter Tauber (* 1974)

- Tauber, Richard (1861–1942), österreichischer Theaterschauspieler, Theaterdirektor, Generalintendant
- Tauber, Richard (1891–1948), österreichischer Opernsänger (Tenor)
- Tauber, Roland (* 1939), deutscher Mediziner und der Entwickler der antegraden skrotalen Sklerosierung
- Täuber, Stephan (* 1966), deutscher Fußballspieler
- Tauber, Ulrike (* 1958), deutsche Schwimmerin
- Tauber-Romieri, Manuel (* 1987), österreichischer zeitgenössischer Künstler und Fotograf
- Taubert, Agnes (1844–1877), deutsche Autorin
- Taubert, Alexander (* 1969), deutscher Triathlet
- Taubert, Andreas (* 1964), deutscher Fotograf
- Taubert, Eberhard (1907–1976), deutscher Jurist, Verleger, Propagandist und Politiker (NSDAP)
- Taubert, Eberhard (1936–2019), deutscher Fußballspieler
- Taubert, Emil (1844–1895), deutscher Philologe und Schriftsteller
- Taubert, Ernst Eduard (1838–1934), deutscher Komponist, Musikkritiker und Musikpädagoge
- Taubert, Gottfried († 1746), deutscher Tanzmeister der Barockzeit
- Taubert, Greta (* 1983), deutsche Journalistin und Autorin
- Taubert, Hans (* 1928), deutscher Biologe und Science-Fiction-Schriftsteller
- Taubert, Hans-Dieter (1931–2013), deutscher Gynäkologe und Hochschullehrer
- Taubert, Heike (* 1958), deutsche Politikerin (SPD), MdL, Landesministerin in ThüringenHeike Taubert (* 1958)

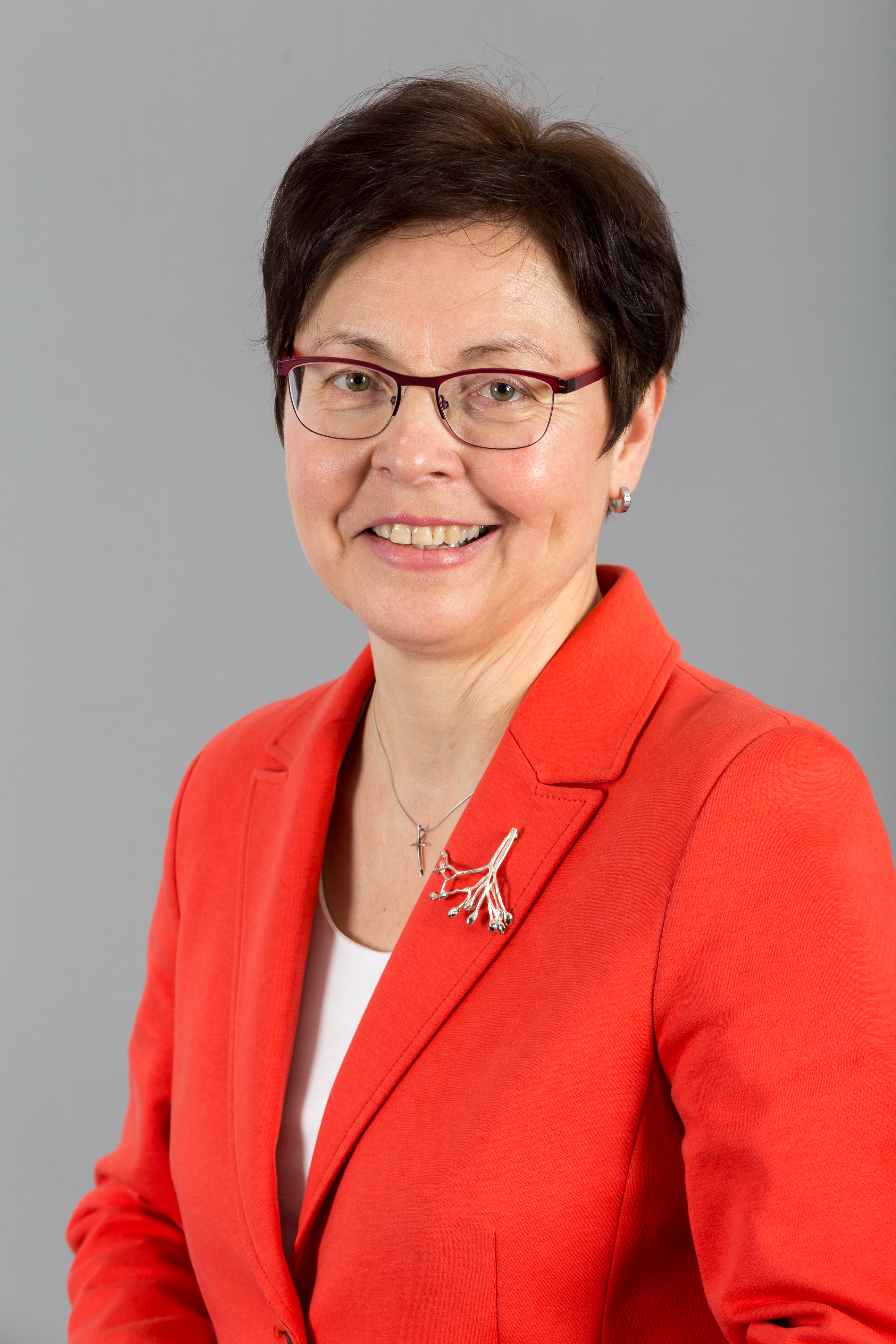
Heike Taubert (* 1958)

- Taubert, Inge (1928–2009), deutsche Historikerin
- Taubert, Jochen (* 1968), deutscher Regisseur, Filmeditor, Drehbuchautor und Kameramann aus dem Bereich Independentfilm
- Taubert, Johann Caspar (1717–1771), russischer Historiker und Bibliothekar
- Taubert, Johanna (1946–2008), deutsche Krankenschwester, Unterrichtsschwester, Pflegedienstleiterin und Professorin für Pflegewissenschaft
- Taubert, Karl Heinz (1912–1990), deutscher Tanzhistoriker und Musikpädagoge
- Taubert, Karl Otto (1833–1903), deutscher Musikpädagoge
- Taubert, Klaus (1940–2019), deutscher Journalist, Buchautor und Blogger
- Täubert, Manfred, deutscher Hörspielregisseur
- Taubert, Mark, deutsch-britischer Arzt und Hochschullehrer
- Taubert, Max (* 1989), deutscher Film- und Medienschaffender
- Täubert, Paul (1913–1993), deutscher Physiker
- Taubert, Siegfried (1880–1946), deutscher SS-Obergruppenführer, General der Waffen-SS und Burghauptmann der Wewelsburg
- Taubert, Sigfred (1914–2008), deutscher Buchhändler, Direktor der Frankfurter Buchmesse
- Taubert, Wilhelm (1811–1891), deutscher Komponist
- Taubert, Wolfgang (1905–1990), deutscher Maler
- Tauberth, Marie (1896–1971), deutsche Politikerin
- Taubes, Clifford (* 1954), US-amerikanischer Mathematiker
- Taubes, Gary (* 1956), US-amerikanischer Journalist
- Taubes, Jacob (1923–1987), österreichisch-deutscher Judaist, Religionssoziologe, Philosoph und Rabbiner
- Taubes, Susan (1928–1969), US-amerikanische Religions- und Kulturwissenschaftlerin, Schriftstellerin
- Taubes, Zwi (1900–1966), galizisch-schweizerischer Rabbiner
- Taubhorn, Ingo (* 1957), deutscher Fotograf und Kurator (Museum)
- Täubig, Vicki (* 1977), deutsche Pädagogin
- Taubin, Jakow Grigorjewitsch (1900–1941), sowjetischer Waffenkonstrukteur
- Taubina, Natalja Jewgenjewna, russische Menschenrechtlerin
- Taubira, Christiane (* 1952), französische Politikerin, Mitglied der Nationalversammlung, MdEP
- Taubitz, Adam (* 1967), deutscher Violinist, Trompeter, Gitarrist und Komponist der klassischen Musik und des Jazz
- Taubitz, Julia (* 1996), deutsche Rennrodlerin
- Taubitz, Monika (* 1937), deutsche Lyrikerin, Schriftstellerin
- Taubitz, Udo (* 1969), deutscher Journalist und Kinderbuchautor
- Taubken, Hans (1943–2015), deutscher Germanist und Mundartforscher
- Täubl, Johann (1914–2001), österreichischer Komponist und Musikpädagoge
- Täubl, Norbert (* 1957), österreichischer Klarinettist
- Täubler, Eugen (1879–1953), deutscher Althistoriker und Hochschullehrer
- Taubman, Anatole (* 1970), britisch-schweizerischer SchauspielerAnatole Taubman (* 1970)

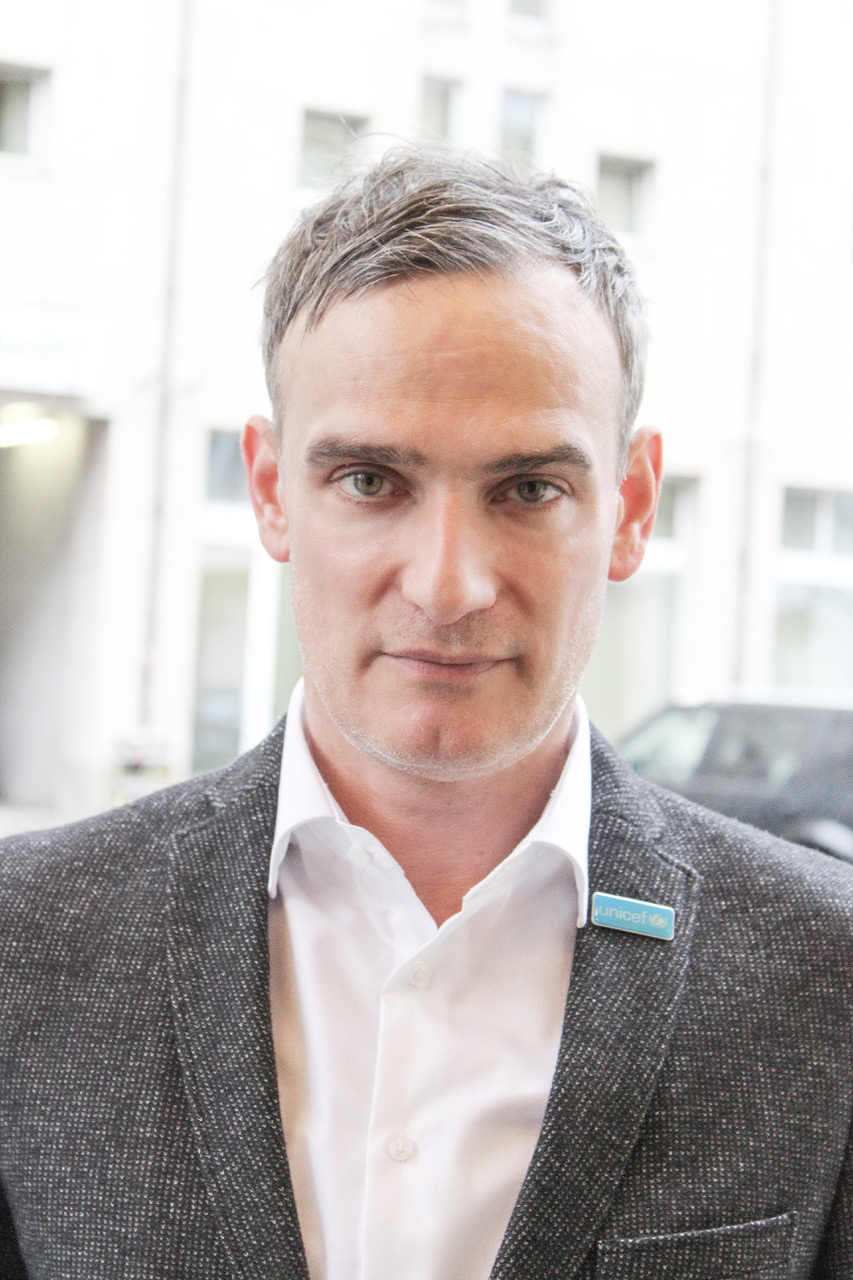
Anatole Taubman (* 1970)

- Taubman, Dorothy (1917–2013), amerikanische Musikpädagogin
- Taubman, William (* 1940), US-amerikanischer Politikwissenschaftler
- Taubmann, Christian (1597–1651), deutscher Rechtswissenschaftler
- Taubmann, Friedrich (1565–1613), deutscher Gelehrter und Dichter
- Taubmann, Leo (1907–1966), deutscher Pianist und Liedbegleiter
- Taubmann, Michel (* 1956), französischer Fernseh-Journalist
- Taubmann, Otto (1859–1929), deutscher Komponist und Dirigent
- Taubmann, Thomas (1955–1981), deutsches Todesopfer der Berliner Mauer
- Taubner, Svenja (* 1973), deutsche Psychologin
- Täubner, Wilfried (1940–1994), deutscher Architektur-Fotograf, Bildjournalist, Foto-Künstler und Galerist
- Täubrich, Friedrich (1920–1993), deutscher Veterinärmediziner und Politiker (CDU)

### Tauc
- Tauch, Heike (1965–2024), deutsche Hörspielautorin und -regisseurin
- Tauch, Max (1935–2015), deutscher Kunsthistoriker
- Tauche, Richard (1905–1981), sudetendeutscher Kommunalpolitiker
- Tauchel, Theodor (1908–1997), deutscher Schriftsteller und Publizist
- Tauchen, Jaromír (* 1981), tschechischer Jurist, Rechtshistoriker, Gerichtsdolmetscher und Übersetzer
- Tauchen, Jodokus, Bildhauer in Breslau
- Tauchen, Manfred (1947–2025), österreichischer Kabarettist
- Taucher, Eugen (1863–1933), deutscher Politiker (ZENTRUM, BVP)
- Taucher, Josef (1948–2022), österreichischer Maler und BildhauerJosef Taucher (1948–2022)

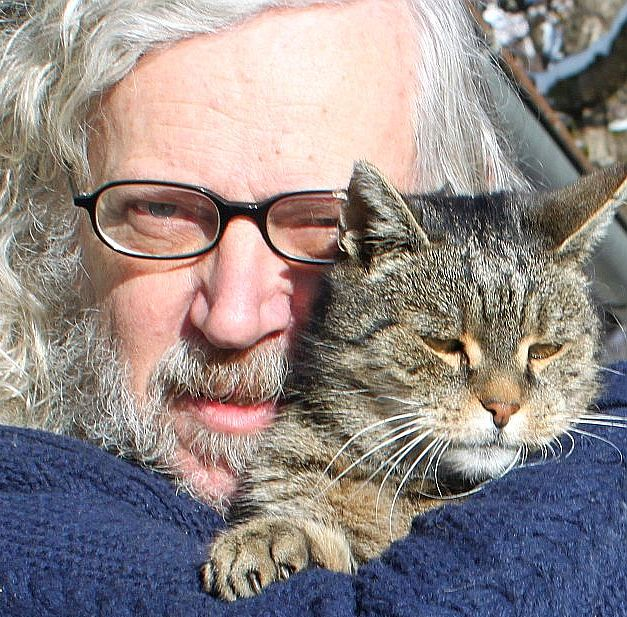
Josef Taucher (1948–2022)

- Taucher, Josef (* 1967), österreichischer Politiker (SPÖ), Landtagsabgeordneter, Mitglied des Bundesrates
- Taucher, Konrad (1873–1950), deutscher Bildhauer
- Taucher, Wilhelm (1892–1962), österreichischer Jurist, Ökonom, Hochschullehrer und Minister
- Taucher, Wolfgang (* 1963), österreichischer Jurist, Direktor des Bundesamtes für Fremdenwesen und Asyl
- Taucher, Wolfgang (* 1989), österreichischer Fußballspieler
- Tauchert, Hans (1904–1958), deutscher Fußballtrainer
- Tauchert, Heinrich (1934–2017), deutscher Jugendfunktionär (FDJ) und Geheimdienstoffizier (MfS)
- Tauchert, Otto (1860–1913), deutscher Reichsgerichtsrat
- Tauchert, Ruth (* 1963), deutsche Künstlerin
- Tauchert, Sophie (* 2000), deutsche Volleyballspielerin
- Tauchman, Mike (* 1990), US-amerikanischer Baseballspieler
- Tauchmann, Erich (* 1944), deutscher Fußballspieler
- Tauchmann, Kurt († 2000), deutscher Maskenbildner
- Tauchmann, Kurt (1939–2020), deutscher Ethnologe
- Tauchner, Brigitta (* 1964), österreichische Filmeditorin
- Tauchner, Edmund (* 1956), österreichischer Politiker (FPÖ), Landtagsabgeordneter, Mitglied des Bundesrates
- Tauchner, Josef (1929–1983), österreichischer Gewichtheber
- Tauchnitz, Carl Christian Philipp (1798–1884), deutscher Verleger, Theologe und Philanthrop
- Tauchnitz, Carl Christoph Traugott (1761–1836), deutscher Buchdrucker und Verleger
- Tauchnitz, Christian Bernhard (1816–1895), deutscher Verleger

### Taud
- Taudou, Antoine (1846–1925), französischer Musikpädagoge, Violinist und Komponist
- Taudte, Helmut (* 1954), deutscher Bahnradsportler
- Taudte, Margarete (1920–2009), deutsche Film- und Theaterschauspielerin

### Taue
- Taue, Tomihisa (* 1956), japanischer Politiker und Bürgermeister von Nagasaki
- Tauentzien von Wittenberg, Bogislav (1789–1854), preußischer Generalmajor
- Tauentzien, Bogislav Friedrich Emanuel von (1760–1824), preußischer General der InfanterieBogislav Friedrich Emanuel von Tauentzien (1760–1824)

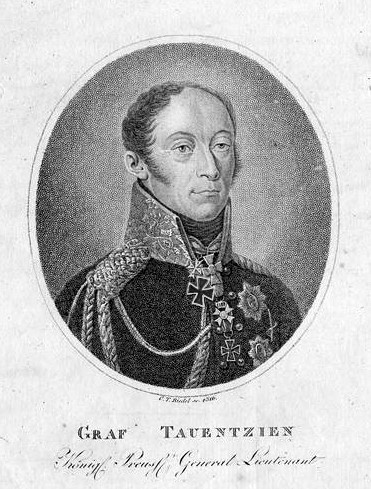
Bogislav Friedrich Emanuel von Tauentzien (1760–1824)

- Tauentzien, Friedrich Bogislav von (1710–1791), preußischer General aus der friderizianischen Zeit
- Tauer, Ewald (1941–2017), deutscher Ringer
- Tauer, Felix (1893–1981), tschechischer Orientalist, Historiker und Philologe
- Tauer, Jan (* 1983), deutscher Fußballspieler
- Tauer, Karl (1902–1996), deutscher Keramiker und Senator (Bayern)
- Tauer, Niklas (* 2001), deutscher Fußballspieler
- Tauerbach, Sebastian († 1552), Bildhauer und -schnitzer der Spätgotik
- Tauerer, Josef (1820–1886), österreichischer Politiker
- Tauern, Odo Deodatus (1885–1926), deutscher Ethnologe

### Tauf
- Taufaʻahau Tupou IV. (1918–2006), tongaischer Adeliger, König von TongaTaufaʻahau Tupou IV. (1918–2006)

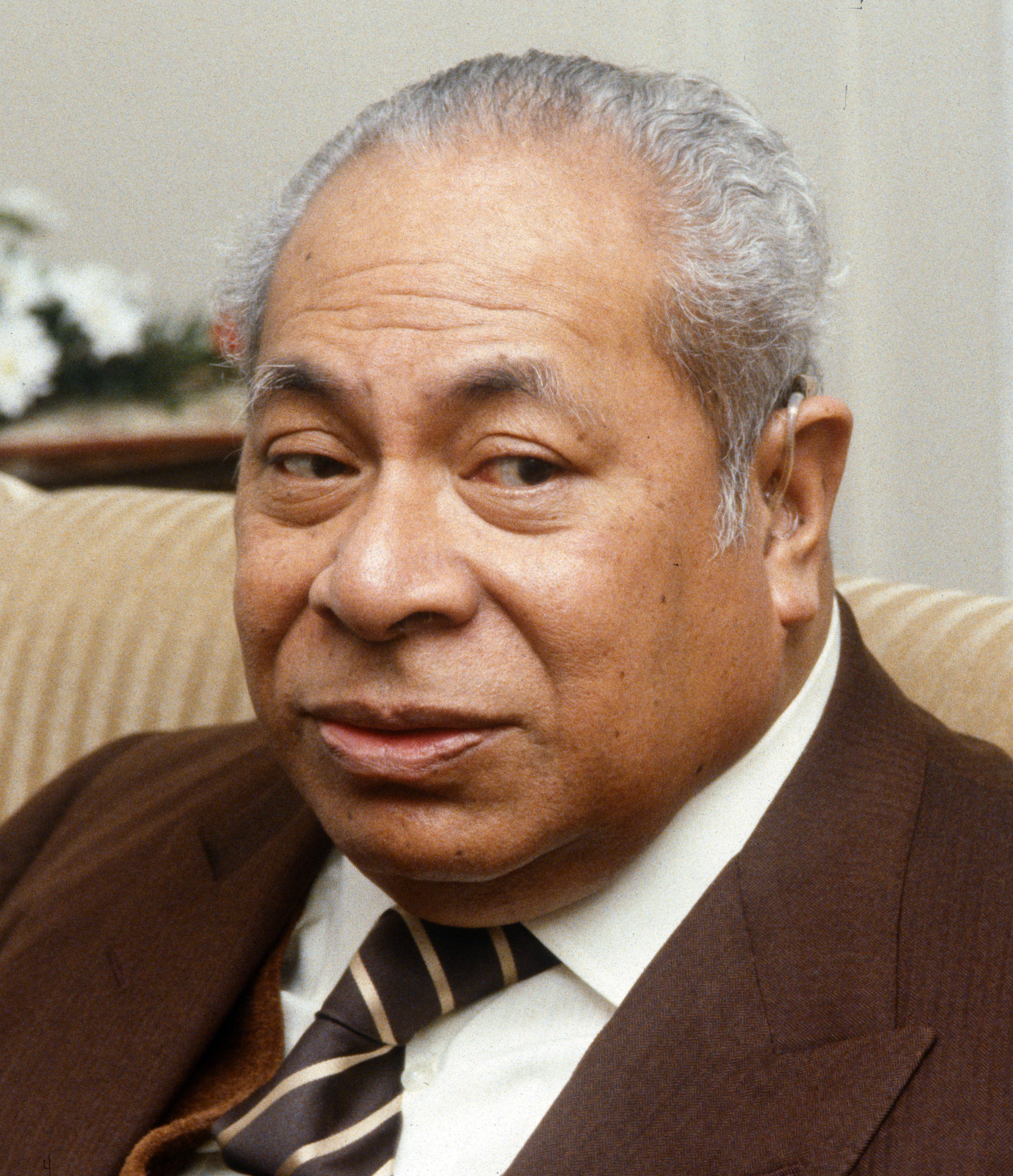
Taufaʻahau Tupou IV. (1918–2006)

- Taufar, Barbara (* 1943), österreichische Journalistin, Diplomatin und Schriftstellerin
- Taufatofua, Pita (* 1983), tonganischer Taekwondokämpfer und Skilangläufer
- Täufel, Kurt (1892–1970), deutscher Lebensmittelchemiker und Ernährungswissenschaftler
- Taufer, Lutz (* 1944), deutscher Terrorist der Rote Armee Fraktion
- Täuffenbach, Anton von (1817–1880), bayerischer Generalleutnant
- Tauffkirchen-Engelberg, Isabella Gräfin von (1808–1855), deutsche Adlige in der Schönheitengalerie Ludwig I.
- Tauffkirchen-Guttenburg, Carl von (1826–1895), bayerischer Gesandter
- Taufik, Muhammad (* 1987), indonesischer Radrennfahrer
- Taufiq, Suleman (* 1953), deutsch-syrischer Schriftsteller, Übersetzer und Herausgeber
- Taufmann, Hans-Dieter (* 1940), deutscher Radrennfahrer
- Taufmann, Sabine (* 1962), deutsche Diplomatin
- Taufstein, Louis (1870–1942), österreichischer Schriftsteller, Librettist, Textautor und Komponist

### Taug
- Taugbøl, Håvard Solås (* 1993), norwegischer Skilangläufer
- Tauginas, Jonas (1946–1999), litauischer Forstwirt und Politiker
- Taugourdeau, Jean-Charles (* 1953), französischer Politiker
- Taugwalder, Hannes (1910–2007), Schweizer Schriftsteller, Politiker und Unternehmer
- Taugwalder, Peter (1820–1888), Schweizer Bergsteiger und BergführerPeter Taugwalder (1820–1888)

Peter Taugwalder (1820–1888)

### Taui
- Tauia, Saloa († 2003), tuvaluischer Politiker und Polizist

### Tauk
- Tauke, Tom (* 1950), US-amerikanischer Politiker

### Taul
- Taul, Micah (1785–1850), US-amerikanischer Politiker
- Taulbee, William P. (1851–1890), US-amerikanischer Politiker
- Taulé, Sharlene (* 1989), dominikanische Schauspielerin
- Taulelle, Jean (1915–1999), französischer Jurist, Verwaltungsbeamter und Präfekt
- Tauler, Johannes († 1361), deutscher Theologe und Prediger
- Tauler, Toni (* 1974), spanischer Radrennfahrer
- Tauli, Valter (1907–1986), estnischer Sprachwissenschaftler und Finnougrist
- Tauli-Corpuz, Victoria (* 1952), philippinisch-igorotische Aktivistin und UN-Funktionärin
- Taulier, Frédéric (1806–1861), französischer Jurist und Politiker
- Taulow von Rosenthal, Theodor (1702–1779), österreichischer Archivar

### Taum
- Taument, Gaston (* 1970), niederländischer Fußballspieler

### Taun
- Taunay, Alfredo d’Escragnolle (1843–1899), brasilianischer Schriftsteller, Militäringenieur, Politiker und Historiker
- Taunyane, Len, südafrikanischer Marathonläufer

### Taup
- Taupadel, Georg Christoph von (1595–1647), deutscher General in schwedischen Diensten
- Taupadel, Rosemarie (* 1952), deutsche Eisschnellläuferin
- Taupe, Johann Julian (* 1954), österreichischer Maler und Grafiker
- Taupe-Traer, Michaela (* 1975), österreichische Ruderin
- Taupin, Bernie (* 1950), englischer Lyriker, Liedtexter und MalerBernie Taupin (* 1950)

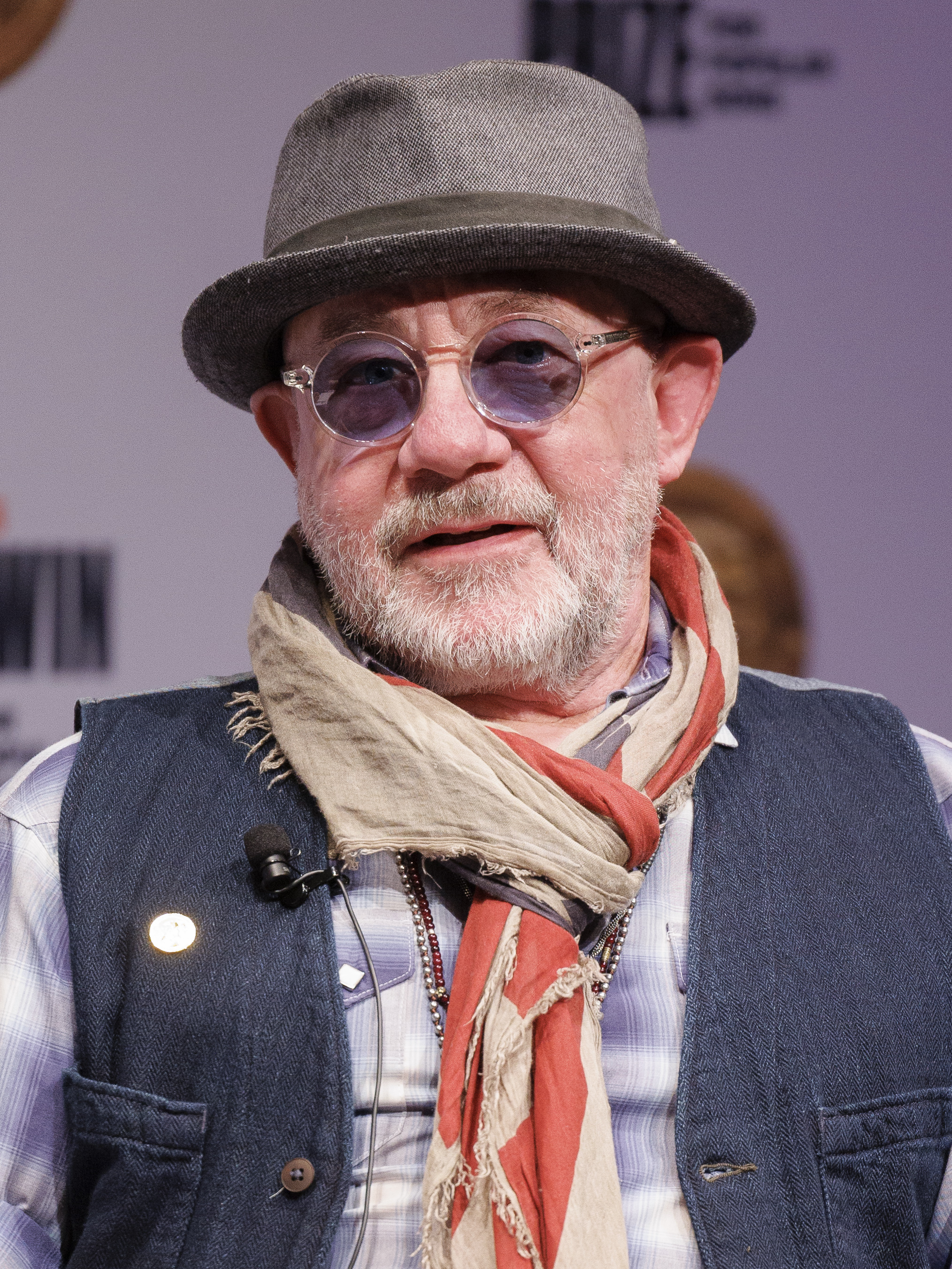
Bernie Taupin (* 1950)

- Taupin, Éloi-Charlemagne (1767–1814), französischer Général de division
- Taupitz, Jochen (* 1953), deutscher Rechtswissenschaftler
- Taupitz, Karl (1898–1991), deutscher Bibliothekar und Statistiker
- Tauporn, Thomas (* 1991), deutscher Kletterer

### Taur
- Taur Matan Ruak (* 1956), osttimoresischer Präsident, ehemaliger Freiheitskämpfer und Oberbefehlshaber der Verteidigungskräfte
- Tauran, Jean-Louis (1943–2018), französischer Kardinal der römisch-katholischen KircheJean-Louis Tauran (1943–2018)

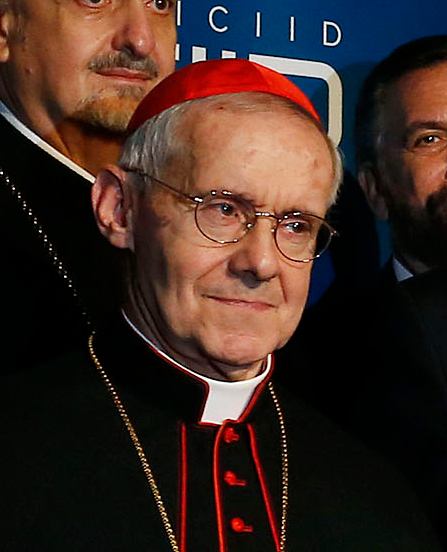
Jean-Louis Tauran (1943–2018)

- Tauranac, Ron (1925–2020), australischer Ingenieur und Rennwagen-Konstrukteur
- Taurand, Gilles (* 1943), französischer Schriftsteller, Drehbuchautor und Szenarist
- Taurantas, Aurimas (* 1956), litauischer Politiker, Mitglied des Seimas und Diplomat
- Tauras, Algimantas Povilas (* 1933), litauischer Politiker
- Tauras, Olaf (* 1967), deutscher Politiker (CDU)
- Taurasi, Diana (* 1982), US-amerikanische Basketballspielerin
- Taureck, Bernhard H. F. (* 1943), deutscher Philosoph
- Taurek, John M. (1936–2003), US-amerikanischer Philosoph
- Taurellus, Nicolaus (1547–1606), Mediziner, Philosoph und Physiker
- Taurer, Ernst (1906–1958), österreichischer Politiker, Landtagsabgeordneter der Steiermark
- Taurer, Johann (1793–1862), österreichischer Landwirt und Politiker, Landtagsabgeordneter
- Taurer, Josef (1883–1956), österreichischer Fußballspieler
- Tauriac, Michel (1927–2013), französischer Journalist, Redakteur und Schriftsteller
- Tauriainen, Jimi (* 2004), finnischer Fußballspieler
- Tauriainen, Julius (* 2001), finnischer Fußballspieler
- Tauriainen, Pasi (* 1964), finnischer Fußballspieler
- Tauriello, Anthony F. (1899–1983), US-amerikanischer Politiker
- Tauriello, Antonio (1931–2011), argentinischer Komponist, Dirigent und Pianist
- Taurima, Jai (* 1972), australischer Weitspringer
- Taurine, Bénédicte (* 1976), französische Politikerin (La France insoumise)
- Tauriņš, Arnolds (1905–1984), lettischer Fußballspieler
- Taurinus, antiker römischer Toreut
- Taurinus, römischer Gegenkaiser
- Taurinus, Bischof von Évreux und Heiliger
- Taurinus, Franz (1794–1874), deutscher Mathematiker
- Taurinya, Andrée (* 1963), französische Politikerin
- Tauriskos, griechischer Maler
- Tauriskos von Kyzikos, antiker griechischer Toreut und Silberschmied
- Tauriskos von Tralleis, griechischer Bildhauer
- Taurit, Wilhelm (1870–1906), evangelisch-lutherischer Geistlicher, deutsch-baltischer Märtyrer
- Tauro, Deepak Valerian (* 1967), indischer römisch-katholischer Geistlicher, Weihbischof in Delhi
- Taurog, Norman (1899–1981), US-amerikanischer Filmregisseur
- Tauros, Lukios Kalbenos, griechischer Platoniker
- Taurus Clementinus Armonius Clementinus, Flavius, spätantiker Beamter und Konsul (513)

### Taus
- Taus, Josef (1933–2024), österreichischer Wirtschaftsjurist, Manager und Politiker (ÖVP), Abgeordneter zum Nationalrat
- Taus, Karl (1893–1977), österreichischer SS-Brigadeführer
- Taus, Margit (* 1956), österreichische Malerin und Illustratorin
- Tauš, Viktor (* 1973), tschechischer Filmproduzent, Filmregisseur und Drehbuchautor
- Tausaga, Laulauga (* 1998), US-amerikanische Diskuswerferin
- Tausch, Andi (* 1984), österreichischer Gitarrist und Komponist
- Tausch, Anne-Marie (1925–1983), deutsche Psychologin und Hochschullehrerin
- Tausch, Arno (* 1951), österreichischer Politikwissenschaftler
- Tausch, Christoph (1673–1731), österreichischer Architekt, Maler und Dekorateur
- Tausch, Cornelia (* 1966), deutsche Politikerin (SPD), MdL
- Tausch, Curt (1899–1969), deutscher Bildhauer
- Tausch, Felix (* 1976), deutscher Richter am Bundesgerichtshof
- Tausch, Franc (1968–2012), deutscher Moderator, Schauspieler, Synchronsprecher, Journalist, Filmkritiker und YouTuber
- Tausch, Franz (1762–1817), deutscher Klarinettist und Komponist
- Tausch, Georg von (1766–1836), bayerischer Generalleutnant und Kommandeur des Kadettenkorps
- Tausch, Ignaz Friedrich (1793–1848), böhmischer Botaniker
- Tausch, Julius (1827–1895), deutscher Pianist, Komponist und Dirigent sowie städtischer Musikdirektor in Düsseldorf
- Tausch, Michael (* 1949), deutscher Chemiker und Hochschullehrer
- Tausch, Raingard (* 1949), deutsche Zeichnerin, Malerin und Objektkünstlerin
- Tausch, Reinhard (1921–2013), deutscher PsychologeReinhard Tausch (1921–2013)

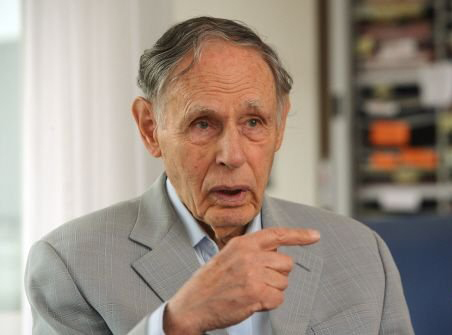
Reinhard Tausch (1921–2013)

- Tausch-Treml, Franz (1901–1986), deutscher Politiker (DSAP, SPD), MdB
- Tausche, Anton (1838–1898), böhmischer Lehrer und Politiker
- Tausche, Gerhard (* 1958), deutscher Archivar und Autor
- Tauschek, Gustav (1899–1945), österreichischer Informationstechniker
- Tauschek, Marcel (* 1996), deutscher Koch
- Tauschek, Markus (* 1977), deutscher Volkskundler
- Tauscher, August Emil (1813–1879), sächsischer Generalmajor
- Tauscher, August Michael (1771–1841), deutscher Insektenforscher, Botaniker und Philosoph
- Tauscher, Dieter (* 1938), deutscher Fußballspieler
- Tauscher, Ellen (1951–2019), US-amerikanische Politikerin
- Tauscher, Hansjörg (* 1967), deutscher Skirennläufer
- Tauscher, Harald (* 1939), deutscher Fußballspieler
- Tauscher, Hildegard (1898–1971), deutsche Rhythmikerin
- Tauscher, Johann (1909–1979), österreichischer Feldhandballspieler
- Tauscher, Leonhard (1840–1914), deutscher Publizist und Politiker (SPD)
- Tauscher, Maria (1855–1938), deutsche Ordensgründerin, Jungfrau, Selige
- Tauscher, Mark (* 1977), US-amerikanischer American-Football-Spieler
- Tauscher, Ute (* 1962), deutsche Sängerin
- Tauscher, Wilhelm (* 1913), deutscher Landrat
- Tauschinski, Oskar Jan (1914–1993), österreichischer Schriftsteller und Übersetzer
- Tauschitz, Othmar (1925–2022), österreichischer Offizier, General
- Tauschitz, Stephan (1889–1970), österreichischer Politiker und Diplomat
- Tauschitz, Stephan Michael (* 1978), österreichischer Beamter und Politiker (ÖVP), Abgeordneter zum Kärntner Landtag
- Tauschmann, Luca (* 1991), österreichischer Fußballspieler
- Tauschwitz, Marion (* 1953), deutsche Autorin
- Tauschwitz, Vivian (* 1994), deutsche Politikerin (CDU), MdB
- Tausen, Hans (1494–1561), dänischer evangelischer Theologe und Reformator
- Tausend, Claudia (* 1964), deutsche Geografin und Politikerin (SPD), MdB
- Tausend, Franz (1884–1942), deutscher Alchemist und Betrüger
- Tausend, Klaus (* 1957), österreichischer Althistoriker
- Tausendfreund, Susanna (* 1963), deutsche Rechtsanwältin und Politikerin (Die Grünen), MdL BY
- Tausendpfund, Florian (* 1987), deutscher Fußballspieler
- Tausendpfund, Walter (* 1944), deutscher Heimat- und Regionalforscher sowie fränkischer Mundartautor und -sprecher
- Tausendschön, Nessi (* 1960), deutsche DiseuseNessi Tausendschön (* 1960)

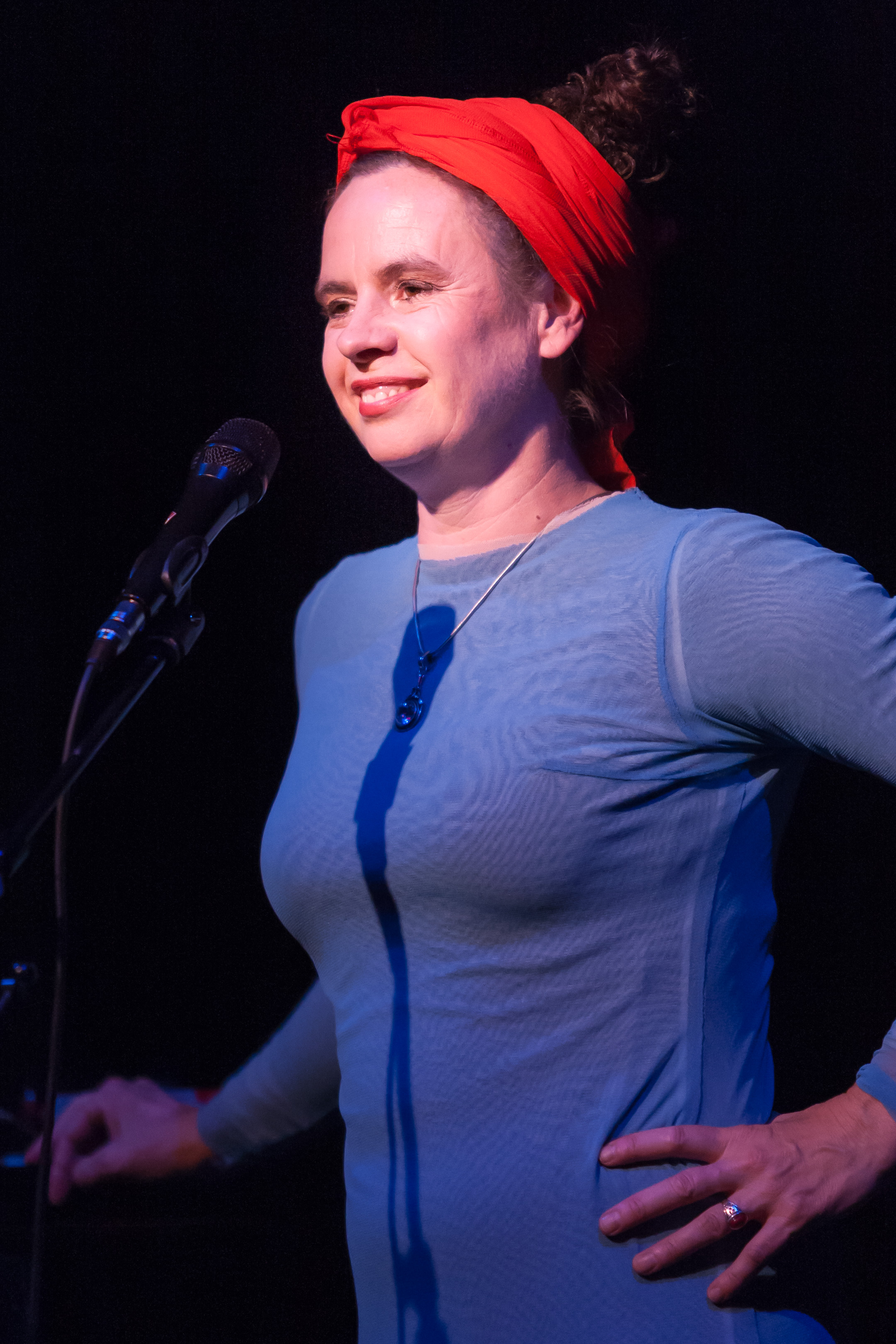
Nessi Tausendschön (* 1960)

- Tausendteufel, Helmut (* 1960), deutscher Kriminalsoziologe
- Tausig, Carl (1841–1871), polnischer Pianist, Komponist und Musikpädagoge
- Tausig, Franziska (1895–1989), ungarisch-österreichische Köchin und Autorin
- Tausig, Otto (1922–2011), österreichischer Schauspieler, Regisseur und Dramaturg
- Tausinger, Jan (1921–1980), tschechischer Komponist, Dirigent, Chorleiter und Musikpädagoge
- Tausk, Martha (1881–1957), österreichische Politikerin, Mitglied des Bundesrates und Frauenrechtlerin
- Tausk, Otto (* 1970), niederländischer Dirigent
- Tausk, Victor (1879–1919), österreichischer Jurist, Neurologe, Psychoanalytiker und Schriftsteller
- Tausk, Walter (* 1890), deutscher Handelsvertreter und Schriftsteller
- Tauson, Clara (* 2002), dänische TennisspielerinClara Tauson (* 2002)

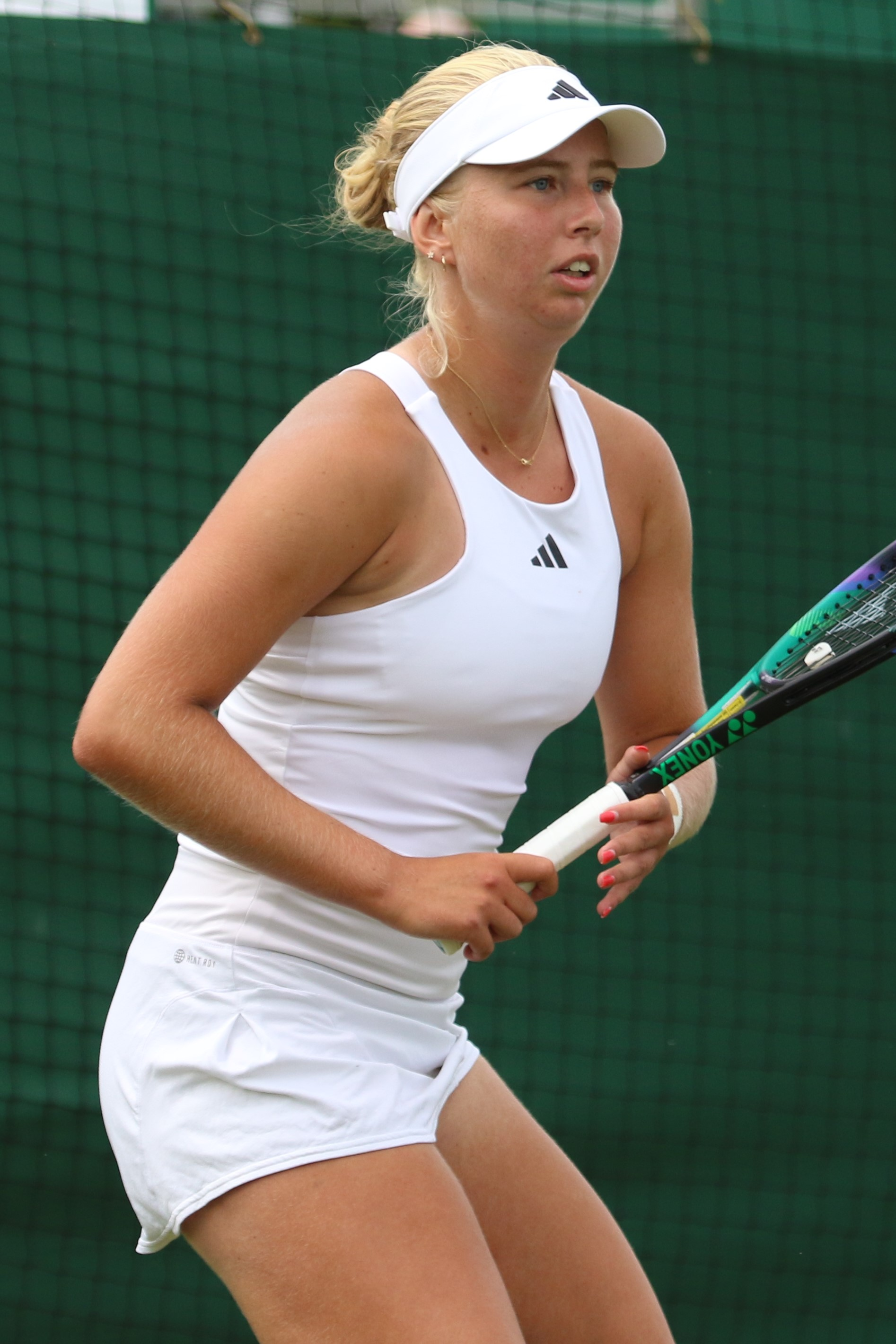
Clara Tauson (* 2002)

- Tauson, Michael (* 1966), dänischer Tennisspieler
- Tausret, letzte Königin der 19. Dynastie in Ägypten
- Tauss, Jörg (* 1953), deutscher Politiker und war Mitglied des Deutschen Bundestags (1994–2009)
- Tauss, Susanne (* 1962), deutsche Kunsthistorikerin
- Taussig, Eduardo Maria (* 1954), argentinischer Geistlicher, emeritierter römisch-katholischer Bischof von San Rafael
- Taussig, Frank William (1859–1940), US-amerikanischer Ökonom
- Taussig, Fritz (1906–1944), tschechoslowakischer Fußballspieler
- Taussig, Helen Brooke (1898–1986), US-amerikanische Kinderkardiologin
- Taussig, Helene von (* 1879), österreichische Malerin
- Taussig, Josef (1914–1945), tschechoslowakischer Journalist, Schriftsteller, Satiriker und Schauspieler
- Taussig, Kurt (1923–2019), tschechoslowakischer Kampfpilot
- Taussig, Leo (1884–1944), österreichisch-tschechischer Medizinprofessor und Opfer des Holocaust
- Taussig, Michael (* 1940), australischer Anthropologe, Hochschullehrer an der Columbia University
- Taussig, Otto (1879–1925), österreichischer Schriftsteller und Librettist
- Taussig, Pavel (* 1933), slowakischer Satiriker, Autor und Fotograf, Shoa-Überlebender
- Taussig, Theodor von (1849–1909), österreichischer Bankfachmann
- Taussig, Walter (1908–2003), amerikanischer Gesangspädagoge, Chorleiter und Dirigent österreichischer Herkunft
- Taussky-Todd, Olga (1906–1995), US-amerikanische Mathematikerin
- Tausz, Anton (1826–1903), österreichischer Orgelbauer

### Taut
- Taut, Bruno (1880–1938), deutscher Architekt und StadtplanerBruno Taut (1880–1938)

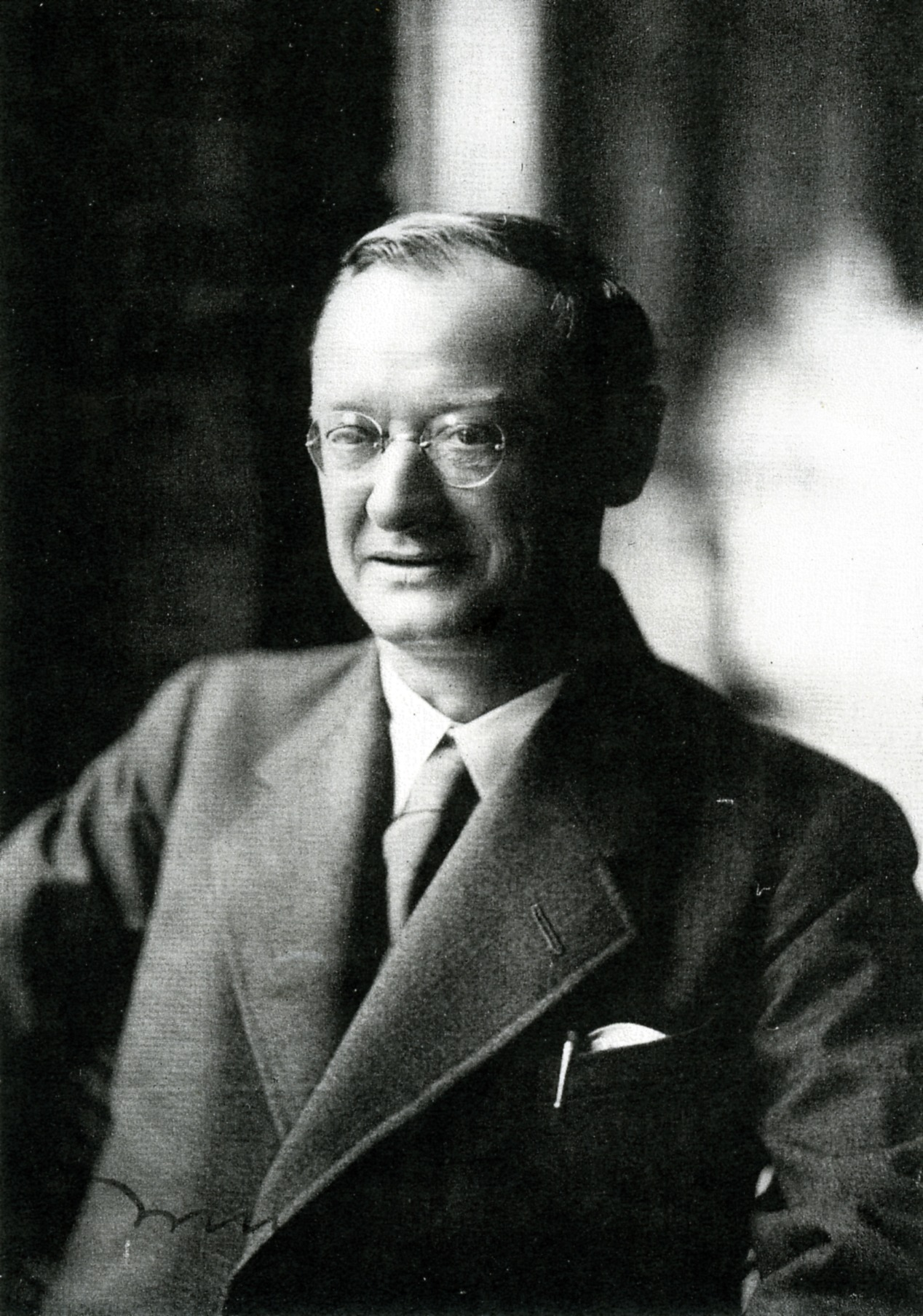
Bruno Taut (1880–1938)

- Taut, Franz (1908–1985), deutscher Schriftsteller
- Taut, Friedrich Ferdinand (1845–1887), deutscher Parlamentarier und Gutsbesitzer im Fürstentum Reuß älterer Linie
- Taut, Max (1884–1967), deutscher Architekt
- Tauta, Kelvin Sane (* 2000), kenianischer Sprinter
- Taute, Max (1878–1934), deutscher Sanitätsoffizier
- Taute, Wolfgang (1934–1995), deutscher Prähistoriker
- Tautenhahn, Gerhard (1929–2018), deutscher Politiker (SED), Minister für Allgemeinen Maschinen-, Landmaschinen- und Fahrzeugbau der DDR
- Tautenhahn, Horst (1937–2016), deutscher Fußballspieler
- Tautenhahn, Udo (* 1966), deutscher Fußballspieler
- Tautenhayn, Ernst (1873–1944), österreichischer Schauspieler und Operettensänger (Tenor)
- Tautenhayn, Josef (1837–1911), österreichischer Bildhauer und Medailleur
- Tautkus, Robertas (* 1963), litauischer Fußballspieler
- Tautorat, Tim (* 1985), deutscher Musikproduzent, Songwriter, Musiker und Toningenieur
- Tautou, Audrey (* 1976), französische SchauspielerinAudrey Tautou (* 1976)

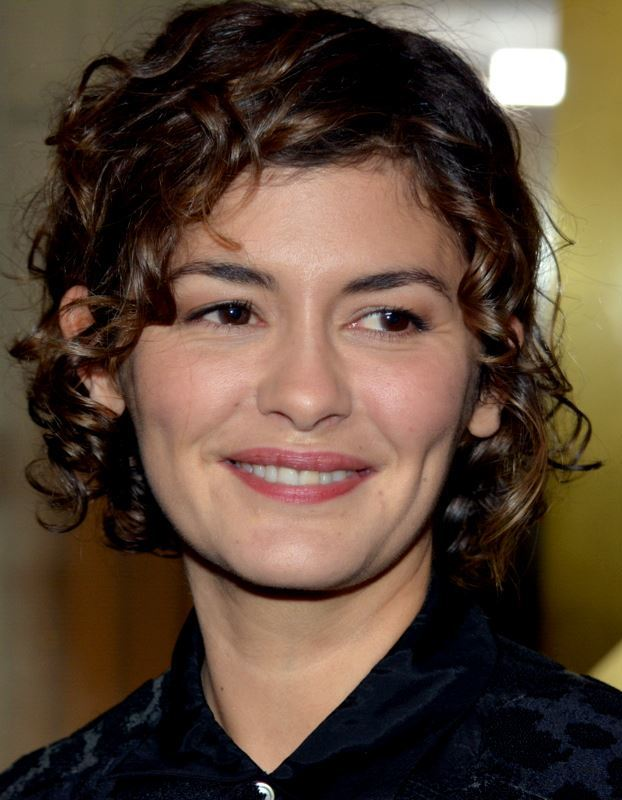
Audrey Tautou (* 1976)

- Tautphoeus, Cajetan von (1805–1885), deutscher Jurist und Ministerialbeamter
- Tautphoeus, Jemima von (1807–1893), irische Schriftstellerin
- Tautscher, Anton (1906–1976), österreichischer Volkswirtschaftler und Finanzwissenschaftler, Hochschullehrer
- Tautschnig, Walter (1917–2008), österreichischer Jurist, Beamter und Leiter der Wiener Sängerknaben (1955–1983)
- Tăutu, Cornelia (1938–2019), rumänische Komponistin
- Tautvaišas, Povilas (1916–1980), litauisch-US-amerikanischer Schachspieler
- Tautz, Diethard (* 1957), deutscher Biologe und Genetiker
- Tautz, Hartmut (1968–1986), deutsches Todesopfer an der tschechoslowakisch-österreichischen Grenze
- Tautz, Johannes (1914–2008), deutscher Historiker, Religionswissenschaftler, Schriftsteller, Waldorflehrer und Anthroposoph
- Tautz, Jürgen (* 1949), deutscher Verhaltensforscher, Soziobiologe und Bienenexperte
- Tautz, Kurt (1878–1965), deutscher Bibliothekar
- Tautz, Stephan (* 1959), deutscher Unternehmer und Kommunalpolitiker (Parteiunabhängig)
- Tautz, Walter (1883–1955), deutscher Schauspieler und Regisseur

### Tauw
- Tauwitz, Eduard (1812–1894), deutscher Komponist, Dirigent, Kapellmeister und Musikdirektor

### Taux
- Taux, Alois (1817–1861), deutscher Kapellmeister und Komponist
- Tauxe, Lisa (* 1956), US-amerikanische Geophysikerin

### Tauz
- Tauziat, Nathalie (* 1967), französisch-afrikanische TennisspielerinNathalie Tauziat (* 1967)

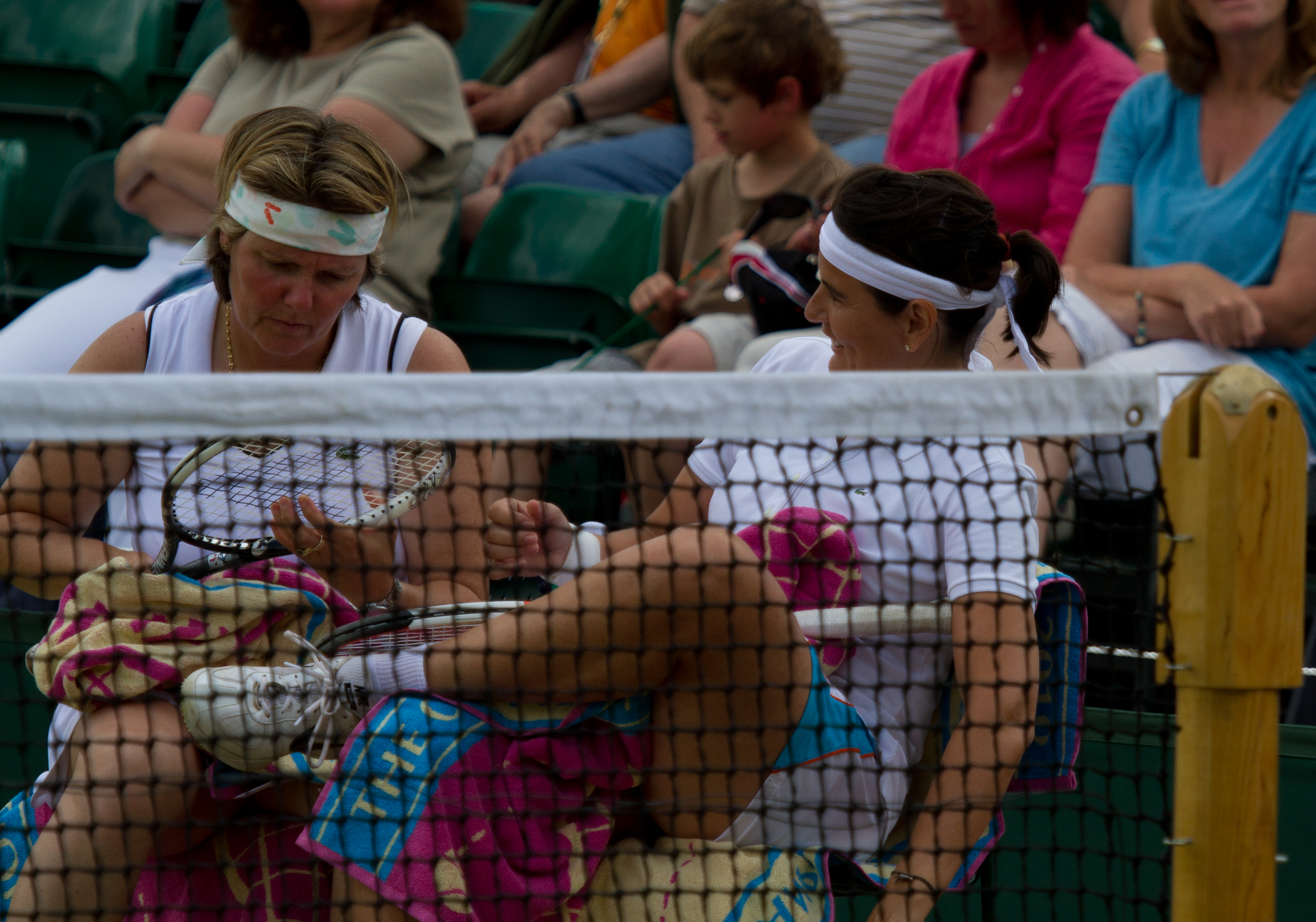
Nathalie Tauziat (* 1967)

- Tauzin, Billy (* 1943), US-amerikanischer Politiker
- Tauzin, Henri (1879–1918), französischer Hürdenläufer